# Franc tunisien
Pour les articles homonymes, voir Franc.
Le franc tunisien (arabe : فرنك تونسي) est une ancienne monnaie de la Tunisie, en circulation de 1891 à 1958.

## Histoire
Cette unité monétaire entre en vigueur le 1er juillet 1891, date à laquelle elle remplace le rial tunisien au taux de 0,6 franc pour un rial. Elle disparaît à compter du 1er novembre 1958, date de l'entrée en vigueur du dinar tunisien. Au change, cette monnaie est exactement équivalente au moment de sa création au franc-or et suit les différentes dévaluations de celui-ci. C'est la monnaie du protectorat français de Tunisie, jusqu'à la proclamation de l'indépendance du pays.

## Composition
Adoptant le système décimal, un franc tunisien est équivalent à 100 centimes.

### Pièces de monnaie

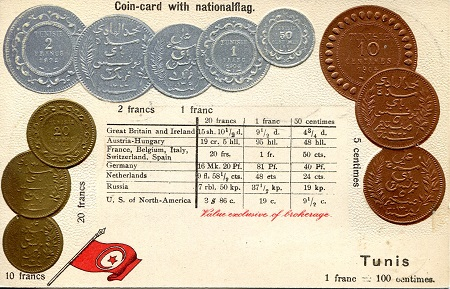
Plaquette publicitaire de conversion de change destinée aux touristes (imprimée en Allemagne, avant 1914).

Les premières pièces de monnaie frappées par la Monnaie de Paris de 1891 à 1914 suivent les modules équivalents à ceux existants à cette époque en France : on trouve donc des pièces de 1, 2, 5 et 10 centimes en bronze, des pièces de 50 centimes, 1 et 2 francs en argent et des pièces de 10, 20 et 100 francs en or. Les inscriptions sont en français (avers) et en arabe (revers) ; la légende en arabe précise la date en fonction de l'hégire et aussi le nom du bey de Tunis. Les alliages pour les métaux sont les mêmes qu'en France. De fait, le franc tunisien est rattaché au système monétaire de l'Union monétaire latine. Les dernières pièces en argent de cette série seront frappées en 1921. Les pièces en or, elles, sont frappées jusqu'en 1928.
Après la Première Guerre mondiale, le franc tunisien est dévalué mais ne suit pas vraiment la politique monétaire française, et ne se calque sur le franc Poincaré que plus tard. Apparaissent des pièces en cupronickel de 5, 10, et 25 centimes, des pièces en aluminium-bronze avec la mention « bon pour », de 50 centimes, 1 et 2 francs, puis à nouveau des pièces en argent de 1 et 2 francs entre 1922 et 1928, et enfin des pièces en argent de 5, 10 et 20 francs, frappées, elles, à partir des années 1930. Une pièce en or de 100 francs pesant 6,55 grammes est frappée de 1930 à 1937 à quelques milliers d'exemplaires (3 000 pour les millésimes 1930 et 1935).
Une troisième réforme monétaire prend place entre 1945 et 1950, avec des pièces en zinc (10 et 20 centimes) et en cupronickel (5, 10, 50 et 100 francs), avec au revers les armes de Lamine Bey.

### Billets de banque
Par le décret beylical du 7 mai 1904, le privilège d'émission de la Banque de l'Algérie est étendu à la Tunisie. Les billets émis par cette institution sont contremarqués dès 1903 et jusqu'en 1948, avec la mention « Tunisie » en surimpression. Cet établissement devient ensuite la Banque de l'Algérie et de la Tunisie le 12 janvier 1949, les billets portent cette nouvelle mention dès 1946. 
À compter des 1915-1917, des billets de banque dits de nécessité fabriqués localement chez Yvorra, Barlier et Clavé, imprimeur-lithographe à Tunis (parfois associé à Frédéric Weber), sont émis pour des valeurs de 50 centimes, 1 franc et 2 francs, émis par la direction générale des finances de la régence de Tunis, et sont interchangeables avec les billets de la Banque de l'Algérie.
La Banque centrale de Tunisie reprend toutes les opérations monétaires dès 1960.

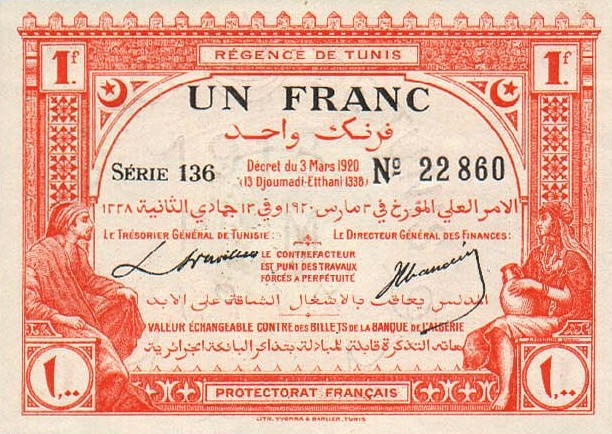
Avers d'un billet d'un franc (1920).
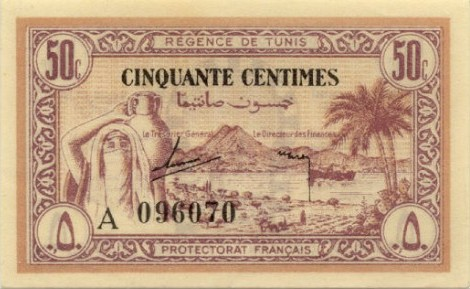
Avers d'un billet de cinquante centimes (1943).
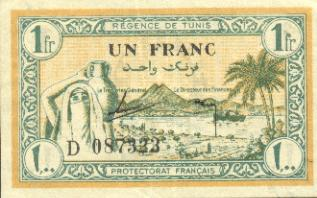
Avers d'un billet d'un franc (1943).
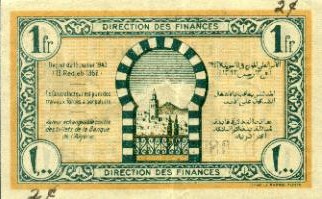
Revers d'un billet d'un franc (1943).
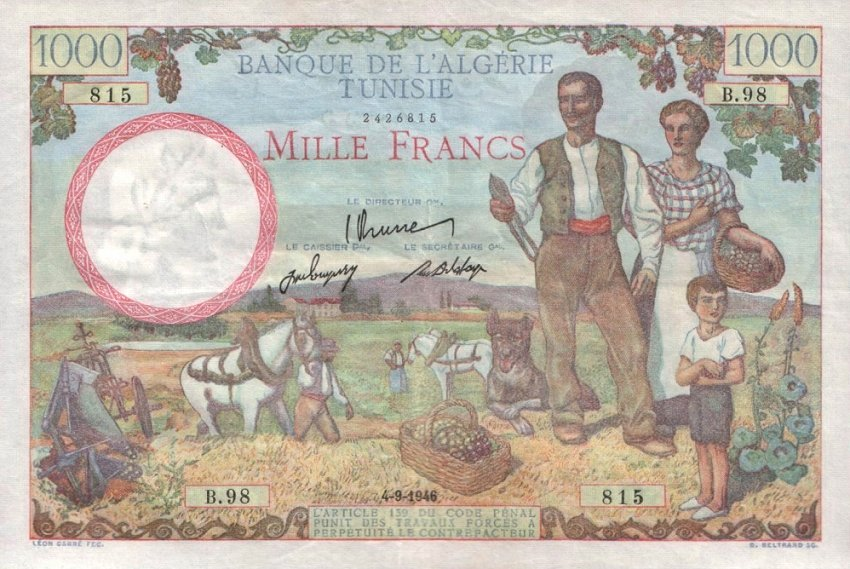
Avers d'un billet de 1 000 francs (1946).

## Annexe